# 田作霖

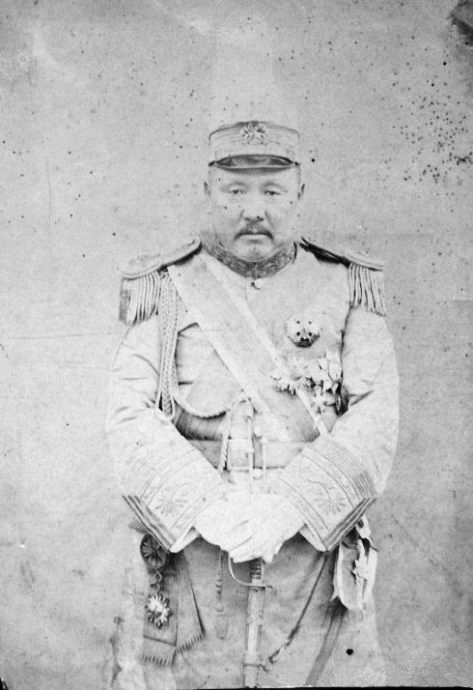

田作霖（1867年—1927年）字澄瑞，河南项城人，中华民国陆军中将。

## 生平
同治六年（1867年），田作霖生于河南项城王明口镇田老家村。1906年，考入保定兵官学堂头班速成科（即陆军大学第一期）。1907年毕业，任陆军第六镇执法营务处兼炮兵营管带。
中华民国成立后，1912年任陆军第六师（师长李纯）炮兵第六团（团长王恩贵）第三营营长。1913年5月，升任护理南阳镇总兵兼河南前路巡防营统领，后来兼任南阳镇（总兵马继增）执法营务处。1913年9月4日，署理南阳镇总兵，仍兼河南前路巡防营统领。1913年12月12日免总兵之职，专任河南前路巡防营统领。1914 年8月20日，晋授陆军少将。1915年1月31日，特授勋五位，同年11月17日获授二等文虎章，12月23日封一等轻车都尉世职。1916年11月9日，获授二等嘉禾章。1917年1月20日，加陆军中将衔。1918年4月10日，晋授二等大绶嘉禾章，10月31日晋授陆军中将。1919年10月16日，授二等宝光嘉禾章。后来，田作霖历任豫南副总司令、江苏督办军务善后事宜公署顾问。
1927年5月，田作霖任国民革命军第八方面军总指挥部（总指挥刘镇华）执法处处长。1927年10月，该部军长姜明玉叛投张宗昌，将副总指挥郑金声和田作霖监禁在曹县，田作霖旋即自杀身亡，郑金声则被押往张宗昌处遭枪决。